# Darío Moreno (político)
Darío Augusto Moreno (n. 1951 - Santiago del Estero, 8 de abril de 2021) fue un político, abogado e historiador argentino.
Fue elegido diputado provincial por primera vez en 1983. En ese cargo, presentó un proyecto de ley el 24 de septiembre de 1984 para la creación de la bandera de la Provincia de Santiago del Estero. Dicho proyecto fue aprobado mediante la ley provincial 5535 del 30 de septiembre de 1984. La misma fue promulgada el 7 de octubre de 1985 y validada por decreto 757, publicado el 17 de abril de 1986.
Además, Moreno fue vocal del Superior Tribunal de Justicia de Santiago del Estero. Su casa fue quemada en el Santiagueñazo en 1993, lo que lo llevó a demandar al Estado provincial, aunque finalmente su demanda le fue rechazada.
Ocupó el cargo de Gobernador de Santiago del Estero en 2002 tras la renuncia de Carlos Díaz. En esa ocasión el cargo correspondía a Mercedes Aragonés, quien había sido elegida vicegobernadora, sin embargo, no asumió debido a un prescripción médica, por tanto Moreno, quien era presidente de la Cámara de Diputados toma el puesto. Finalmente, Aragonés asume el cargo en diciembre de ese año, y al poco tiempo designa a Moreno vicegobernador previa aprobación del Poder legislativo.
En 2003 renunció al cargo En aquella ocasión, diversos sectores políticos, incluso el Partido Justicialista, pedían su destitución.
Estuvo divorciado y tuvo cinco hijos. Su fallecimiento se dio el 8 de abril de 2021, víctima de COVID-19. Tenía 69 años de edad.